# 委内瑞拉电视台
委内瑞拉国家电视台，或称委内瑞拉电视台（西班牙語：Corporación Venezolana de Televisión），是委内瑞拉的一家国营电视台。